# 이바노보주

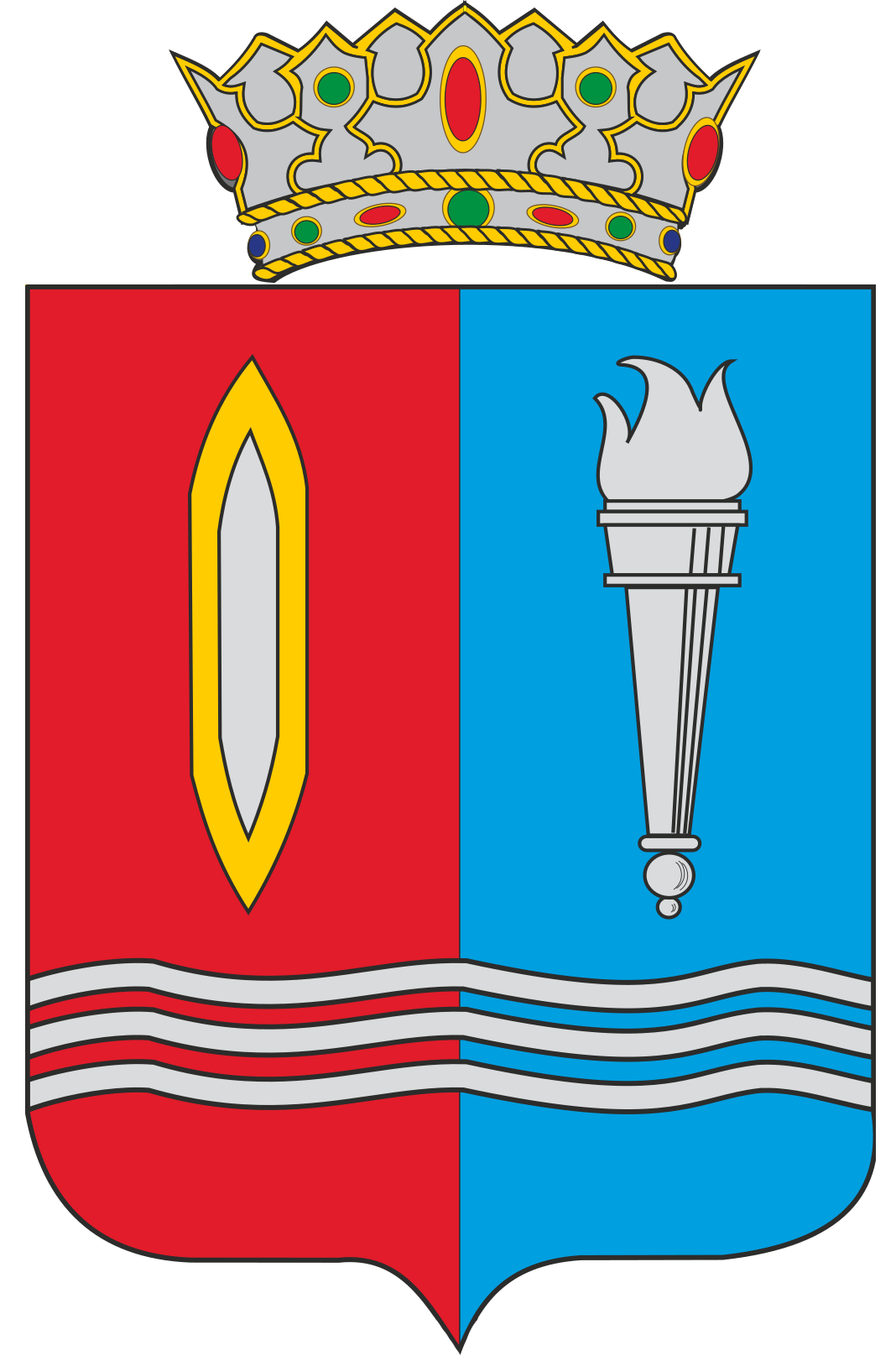
이바노보주의 소형 국장

이바노보주(러시아어: Ива́новская о́бласть 이바놉스카야 오블라스티[*])는 러시아의 연방주체(주)이다. 2021년 러시아 인구 조사 기준으로 인구는 927,828명이었다.
러시아에서 가장 큰 3가지의 도시는 이바노보(행정중심), 키네슈마 및 슈야이다. 관광의 주요 중심지는 플료스이다. 볼가강은 주의 북쪽을 흐른다.

## 지리
이바노보 주는 코스트로마주(북쪽), 니즈니노브고로드주(동쪽), 블라디미르주(남쪽)와 야로슬라블주(서쪽)에 걸쳐 있다.

### 시간대
이바노보 주는 모스크바 시간(MSK/MSD)에 놓여있다. UTC와의 시차는 +0300 (MSK)/+0400 (MSD)이다.

## 행정 구역

### 군
- 푸르마놉스키군
- 가브릴로보포사츠키군
- 일린스키군
- 이바놉스키군
- 키네솀스키군
- 콤소몰스키군
- 레즈넵스키군
- 루흐스키군
- 팔레흐스키군
- 페스탸콥스키군
- 프리볼시스키군
- 푸체시스키군
- 로드니콥스키군
- 사빈스키군
- 슈이스키군
- 테이콥스키군
- 베르흐넬란데홉스키군
- 비축스키군
- 유리예베츠키군
- 유즈스키군
- 자볼시스키군

## 인구
인구는 2005년엔 111만4,900명이었다. 2005년엔 1인당 인구밀도가 51,1명/km2, 대부분이 도시에 거주했다(80,5%).
대부분의 주민이 러시아인이다.
| 민족           | 2002년도의 인구 수 (*보관됨 2012-01-26 - 웨이백 머신) |
| -------------- | ----------------------------------------------------- |
| 러시아인       | 1075,8                                                |
| 우크라이나인   | 10,6                                                  |
| 타타르인       | 8,2                                                   |
| 아르메니아인   | 4,0                                                   |
| 벨라루스인     | 3,5                                                   |
| 아제르바이잔인 | 3,2                                                   |
| 집시           | 2,0                                                   |
| 모르도바인     | 1,9                                                   |
| 추바시인       | 1,6                                                   |
| 몰도바인       | 1,2                                                   |

| 연도                | 인구      | ±%     |
| ------------------- | --------- | ------ |
| 1926                | 1,195,804 | —      |
| 1939                | 1,505,043 | +25.9% |
| 1959                | 1,322,152 | −12.2% |
| 1970                | 1,339,110 | +1.3%  |
| 1979                | 1,320,968 | −1.4%  |
| 1989                | 1,317,117 | −0.3%  |
| 2002                | 1,148,329 | −12.8% |
| 2010                | 1,061,651 | −7.5%  |
| 2021                | 927,828   | −12.6% |
| Source: Census data |           |        |